# Balaeniceps
Balaeniceps is een geslacht van vogels uit de familie Balaenicipitidae. Het geslacht telt één soort, die voorkomt in tropisch Oost-Afrika, in de uitgestrekte moerasgebieden van Soedan tot Zambia.

## Soorten
- Balaeniceps rex – Schoenbekooievaar